# Лас Паломас, Мануел Рајгоза (Калера)
Лас Паломас, Мануел Рајгоза (шп. Las Palomas, Manuel Raygoza) насеље је у Мексику у савезној држави Закатекас у општини Калера. Насеље се налази на надморској висини од 2105 м.

## Становништво
Према подацима из 2005. године у насељу је живело 12 становника.

### Хронологија
| Година       | 2005 |
| ------------ | ---- |
| Становништво | 12   |

### Попис
| # | Индикатор                        | Вредност |
| - | -------------------------------- | -------- |
| 1 | Укупно појединачних домаћинстава | 2        |